# Typranawir
Typranawir – organiczny związek chemiczny, lek przeciwwirusowy, niepeptydowy inhibitor proteazy ludzkiego wirusa niedoboru odporności (HIV).

## Mechanizm działania
Typranawir jest wybiórczym i silnie działającym inhibitorem proteazy HIV drugiej generacji, w odróżnieniu od wcześniejszych inhibitorów proteaz ma budowę niepeptydową. Hamując proteazę powoduje uwalnianie niedojrzałych cząsteczek wirusa HIV przez zakażone komórki i w ten sposób uniemożliwia zainfekowanie kolejnych komórek. Typranawir jest aktywny wobec większości szczepów HIV opornych na obecnie stosowane inhibitory proteazy.

## Farmakokinetyka
Po zastosowaniu doustnym w dawce 500 mg maksymalne stężenie leku w osoczu krwi osiągane jest po około 1,5–2 godzinach. Spożycie posiłku poprawia wchłanianie i tolerancję typranawiru. Stan stacjonarny stężenia typranawiru w osoczu uzyskiwany jest po średnio 7 dniach stosowania. Lek wiąże się z białkami osocza w 99,9%. Typranawir jest metabolizowany w wątrobie przez układ cytochromu P450. Z tego powodu w terapii typranawirem stosuje się jednocześnie rytonawir hamujący metabolizm tego leku przez wspomniany układ cytochromów. Typranawir w przeważającej ilości wydalany jest z kałem.

## Wskazania do stosowania leku
Lek jest nadal w trakcie badań klinicznych III fazy, do leczenia zakażeń HIV został zarejestrowany w Europie jako lek "ostatniego rzutu". W próbach klinicznych Typranawir podawano jednocześnie z niewielkimi dawkami rytonawiru w skojarzonej terapii przeciwretrowirusowej u osób dorosłych zakażonych wirusem HIV-1, leczonych już wcześniej w ramach terapii HAART, u których wykazano oporność na wiele innych inhibitorów proteazy. Wydaje się, że oporność na typranawir wymaga pojawienia się wielu mutacji.
Skuteczność oraz bezpieczeństwo stosowania typranawiru w leczeniu zakażenia HIV-1 oceniane jest we wciąż trwających dwóch wieloośrodkowych, randomizowanych badaniach klinicznych o akronimach RESIST-1 i RESIST-2. Do badań zakwalifikowano wstępnie 1483 HIV-pozytywnych dorosłych pacjentów otrzymujących wcześniej nieskuteczną terapię HAART w przynajmniej 2 schematach opartych na inhibitorach proteazy, przy czym konieczne musiało być spełnienie określonych warunków dotyczących mutacji genu proteazy szczepów wirusa HIV wykrytych u tych chorych. Chorzy otrzymywali 500 mg typranawiru w skojarzeniu z 200 mg rytonawiru i jednocześnie optymalnie dobrane leki z innych grup wchodzących w skład HAART, bądź też (grupa porównawcza) inny inhibitor proteazy z rytonawirem oraz pozostałymi optymalnie dobranymi preparatami. Po 48 tygodniach trwania próby zaobserwowano istotną statystycznie przewagę stosowania typranawiru w skojarzeniu rytonawirem nad terapią innym inhibitorem proteazy podawanym z rytonawirem.
W piśmiennictwie prezentowane są pierwsze badania dotyczące stosowania typranawiru u dzieci.

## Przeciwwskazania
- chorzy z nadwrażliwością na którykolwiek składnik preparatu
- pacjenci, którzy nie otrzymywali wcześniej terapii przeciwretrowirusowej
- pacjenci poniżej 18. i powyżej 65. roku życia
- chorzy z niewydolnością wątroby klasy B i C w skali Childa-Pugha
- jednoczesne stosowanie leków ulegających eliminacji przez układ cytochromu P450 CYP3A (m.in. amiodaron, chinidyna, astemizol, terfenadyna(inne języki), ergotamina, dihydroergotamina, cyzapryd, pimozyd(inne języki), midazolam, simwastatyna, lowastatyna) i CYP2D6 (flekainid, propafenon, metoprolol[7])
- jednoczesne stosowanie ryfampicyny

## Środki ostrożności
- zaleca się ostrożność u chorych z niewydolnością wątroby klasy A w skali Childa-Pugha
- typranawir nie zmniejsza ryzyka przenoszenia wirusa HIV na inne osoby

## Stosowanie leku w ciąży i w okresie laktacji
Kategoria C. Nie ma odpowiednich danych dotyczących stosowania typranawiru u kobiet w ciąży, dlatego stosowanie tego leku u ciężarnych może być rozważane tylko wtedy, gdy ewentualne korzyści dla matki przeważają nad zagrożeniami dla płodu. Stosowanie typranawiru w czasie karmienia piersią jest przeciwwskazane.

## Interakcje
- stężenie leków ulegających eliminacji przez układ cytochromu P450 CYP3A w osoczu krwi może ulegać zwiększeniu
- podawanie preparatów ziołowych z dodatkiem dziurawca może zmniejszać stężenie typranawiru w osoczu krwi

## Działania niepożądane
Do najczęstszych działań niepożądanych wywołanych stosowaniem typranawiru zalicza się: biegunkę, nudności, wymioty, ból głowy, wysypkę, świąd skóry, hiperlipidemię, niechęć do jedzenia i zmęczenie.

## Preparaty
- Aptivus